# París Rodríguez
París Rodríguez (ur. 22 grudnia 1904 w Paysandú, zm. ?) – urugwajski szermierz.
Uczestniczył w Letnich Igrzyskach Olimpijskich w 1936 roku, odpadając w półfinałach.